# Finley, Washington
Finley är en ort i Benton County i delstaten Washington, USA.